# 多布里亞內 (斯特雷市鎮)
49°17′15″N 23°53′14″E / 49.28750°N 23.88722°E
多布里亞内（烏克蘭語：Добряни），是烏克蘭西部利維夫州斯特雷區斯特雷市镇的村落。始建於1375年，面積19.03平方公里，海拔高度285米，人口1,822，人口密度每平方公里95.74人。